# CZ P-10 C
 (novembre 2017).
Si vous disposez d'ouvrages ou d'articles de référence ou si vous connaissez des sites web de qualité traitant du thème abordé ici, merci de compléter l'article en donnant les références utiles à sa vérifiabilité et en les liant à la section « Notes et références ».
Le CZ P-10 C est un pistolet semi-automatique compact dont la carcasse est en polymère renforcé de fibre de verre, fabriqué par Česka zbrojovka (CZ). Il s’agit d′une arme à percuteur lancé (striker fired en anglais) qui n’a donc pas de chien. La taille de la crosse est réglable et l’arme est ambidextre.
Ce modèle a été présenté au public lors des salons SHOT Show 2017 et IWA OutdoorClassics 2017.

## Prix et distinctions
Cette arme a été élue "Pistolet de l’année 2017" (Handgun of the Year) par le prestigieux magazine américain Guns & Ammo.

## Sources
1. ↑  (en) « CZ P-10 C - Compact - Pistols - Products », sur www.czub.cz (consulté le 1er novembre 2017).
2. ↑  (en) « Tested: CZ P-10 C Pistol », sur www.americanrifleman.org (consulté le 2 novembre 2017).
3. ↑  (cs) « Zbrojovka slaví, její pistole patří do TOP 5 » (consulté le 2 novembre 2017).
4. ↑  (en-US) « 2017 Guns & Ammo of the Year Awards - Guns & Ammo », Guns & Ammo,‎ 16 novembre 2017 (lire en ligne, consulté le 13 février 2018).